# 쇠부리
'쇠부리'란 토철이나 사철, 철광석과 같은 원료를 녹이고 다뤄 가공하는 모든 제철작업(제련, 주조, 단조, 제강 등)을 일컫는 말이다.
토철이나 사철 등의 형태인 원광석을 숯과 함께 넣어 24시간 이상 불을 때면 1300°(도) 이상의 고열에 녹아내려 쇠똥(슬레그)과 분리된 쇳덩어리가 나온다. 이러한 쇳덩어리를 다시 열로 가공하여 칼이나 화살촉과 같은 무기와 호미나 낫같은 농기구를 생산했었다.

## 쇠부리 관련 용어
- 불매 - 쇠를 달구거나, 쇳물을 녹여 땜질 등을 할 때 불을 지피는 기구다. 풀무의 경상도 사투리. 풀무를 밟아 바람을 내는 사람을 불매꾼이라고 한다. 불매꾼의 행동을 일치시키고자 내는 소리가 불매소리이다.
- 토철 - 철 성분이 많이 포함되어 있는 흙을 말하는데, 울산 달천에 이 토철이 많이 있었다.
- 두두리 - 신라 초기 이래 쇠를 다루는 장인이다.
- 단조 - 금속을 두들기거나 눌러서 필요한 형체를 만드는 방식이다.
- 주조 - 전통방식으로 쇠붙이를 녹여 거푸집에 부어 만드는 방식
- 무질부리 - 전통주물의 순 우리말
- 제련 - 광석을 용광로에 넣고 녹여서 함유한 금속을 분리, 추출하여 정제하는 일
- 제강 - 쇠를 불려 강철을 만드는 일, 또는 강철
- 판장쇠 - 쇠를 녹여 판에 찍어내어 얻는 쇳덩이

## 울산에서의 쇠부리놀이
울산의 철 생산은 삼한시대부터 시작되었다. 쇠의 산지가 현재의 울산광역시 북구에 있는 달내(달천)철장이다. 이곳에서 철성분이 많이 함유된 달천의 토철을 용광로에 넣어 판장쇠를 만들었다. 철 성분이 다량 함유된 광물을 녹여 쇠를 뽑아내는 제련 작업을 쇠부리라 하는데, 이 쇠부리 과정을 춤과 노래로 만들어 낸 것이 쇠부리 놀이이다.
쇠부리가 자취를 감춘 지 반세기, 이 중요한 무형문화유산을 불매대장과 편수들의 경험과 구술을 토대로 재현해 낸 것이 울산 달내 쇠부리 놀이이다.
쇠부리 과정에서 많은 인력이 필요했지만 그 가운데 특히 풀무를 밟아 바람을 내는 불매꾼(풀무꾼의 경상도 사투리)의 역할은 대단했다. 8명씩 1조가 되어 선거리(선조), 후거리(후조) 모두 16명의 불매꾼이 불매질을 하면서 힘을 돋우고, 불매꾼의 행동을 일치시키고자 소리를 내었는데 이것이 바로 불매소리이다.
울산광역시 북구청에서는 매해 4월 이러한 쇠부리놀이를 필두로 다양한 공연 및 전시가 포함된 울산 쇠부리 축제를 개최하고 있다. 

### 쇠부리놀이 순서
1. 등장의 장 - 부리꾼들이 쇠부리를 위해 토철과 숯을 싣고 불매꾼들과 함께 등장한다. 이때 부정한 사람의 출입을 금지시키는 금줄도 함께 등장.
2. 고사의 장 - 쇠부리가 잘 되기를 기원하는 기원제.
3. 쇠부리의 장 - 불매소리를 부르며 토철은 녹인다. 이때 부리꾼들은 분업화되어 작업하고 숯쟁이들은 숯을 용광로에 붓고 쇠쟁이들은 토철을 붓는다. 그리고 불매꾼들은 불매(풀무)를 디딘다.
4. 금줄 소각의 장(정화의 장) - 금줄을 용광로에 넣어 태운다.
5. 놀이의 장(뒤풀이의 장) - 쇠가 많이 나와 모두가 한바탕 신명나게 논다.

## 같이 보기
- 울산쇠부리소리 - 울산광역시 무형문화재 제7호